# Hehualu
Hehualu (kinesiska: 荷花路街道, 荷花路) är en socken i Kina. Den ligger i provinsen Shandong, i den östra delen av landet, omkring 15 kilometer nordost om provinshuvudstaden Jinan. Antalet invånare är 21 782. Befolkningen består av 10 818 kvinnor och 10 964 män. Barn under 15 år utgör 15,0 %, vuxna 15-64 år 74 %, och äldre över 65 år 9,0 %.
Genomsnittlig årsnederbörd är 841 millimeter. Den regnigaste månaden är juli, med i genomsnitt 315 mm nederbörd, och den torraste är januari, med 6 mm nederbörd.